# Tourrettes-sur-Loup
Tourrettes-sur-Loup ist eine französische Gemeinde der Region Provence-Alpes-Côte d’Azur im Département Alpes-Maritimes mit 4.126 Einwohnern (Stand 1. Januar 2022), die seit der Französischen Revolution auch den Namen Tourrettes-lès-Vence führt. Die Kommune ist Mitglied im Gemeindeverband Sophia Antipolis.

## Geographie
Tourrettes-sur-Loup ist ein Dorf auf einem Felssporn oberhalb des Flusses Loup mit Blick auf das Meer. Die Gemeinde liegt mit Teilen des Gemeindegebietes im Regionalen Naturpark Préalpes d’Azur.

## Geschichte
Der Felssporn von Tourrettes war ein kelto-ligurisches Oppidum. Die Römer richteten in Turres Altae ihren Beobachtungsposten und ihr Lager ein und hielten es bis 476. 1024 wurde es in einer Urkunde unter dem Namen Castrum de Torretis geführt. Die muslimischen Sarazenen, die zeitweilig die französische Mittelmeerküste bis in die Schweizer Alpen unsicher machten, ließen sich in Tourrettes nieder und befestigten den Ort. Das Dorf wurde auf dem Felssporn um eine Burg errichtet und die geschlossene, äußere Bebauung fungierte in Verbindung mit den steil abfallenden Felsen und Schluchten als Befestigung. Pest, Albigenserkreuzzug und Invasionen forderten Opfer. Gemäß seiner Zugehörigkeit zu Nizza und dem Savoy gehörte Tourrette den Grimaldi, die das Savoy vereinten, bis es 1388 zur Grafschaft Provence gelangte und Guichard Villeneuve, genannt Bastard von Vence zugesprochen wurde. Die Villeneuve, zu Herzögen erhoben, behielten dieses Lehen bis zur Französischen Revolution 1789. Die Bevölkerung ergriff danach Besitz von der Burg und machte sie zu ihrem Rathaus, was sie heute noch ist. Der letzte Herzog entfloh, aber er wurde in Ventimiglia ermordet. Als die Côte d’Azur 1944 befreit wurde, lebten noch 850 Menschen in Tourrettes.
| Bevölkerungsentwicklung | Bevölkerungsentwicklung | Bevölkerungsentwicklung | Bevölkerungsentwicklung | Bevölkerungsentwicklung | Bevölkerungsentwicklung | Bevölkerungsentwicklung | Bevölkerungsentwicklung | Bevölkerungsentwicklung |
| ----------------------- | ----------------------- | ----------------------- | ----------------------- | ----------------------- | ----------------------- | ----------------------- | ----------------------- | ----------------------- |
| Jahr                    | 1962                    | 1968                    | 1975                    | 1982                    | 1990                    | 1999                    | 2009                    | 2016                    |
| Einwohner               | 1115                    | 1548                    | 2267                    | 2727                    | 3449                    | 3870                    | 4110                    | 3988                    |

## Sehenswürdigkeiten

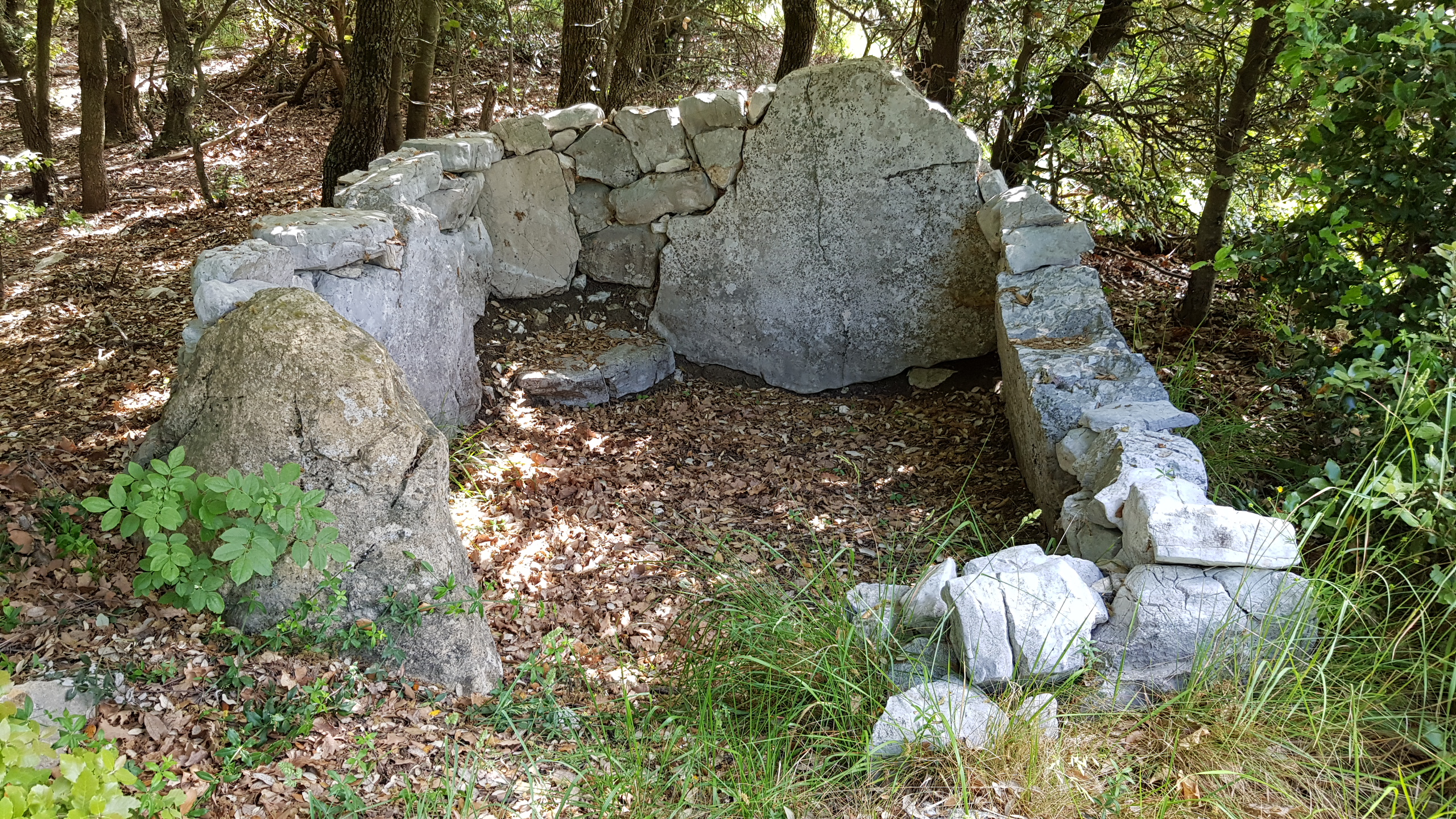
Dolmen von Cantracier

Siehe auch: Liste der Monuments historiques in Tourrettes-sur-Loup
- Der Dolmen von Cantracier liegt in Tourrettes-sur-Loup
- Burg (Le Château), erbaut 1430 (ursprünglich ein Wachturm), jetzt Rathaus
- Uhrenturm-Tor (La Porte de l´Horloge), Place de la Libération, ursprünglich ein Wachturm mit Tor, früher einziger Zugang zur Grand´Rue im Ort
- Osttor (La Porte Est), Place de la Libération, zwischen den beiden Toren befand sich früher ein Wassergraben
- Neues Tor (Le Portail Neuf) im Süden des Ortes
- Pfarrkirche Hl. Gregor der Große (L´Eglise Saint Grégoire Le Grand), Place de la Libération, errichtet 1551 anstelle einer romanischen Kirche, 1861 umgebaut
- Kapelle St. Johannes (Chapelle Saint-Jean), mit Fresken von Ralph Soupault (* 1965), naive Malerei mit Szenen aus dem alten und neuen Testament verknüpft mit dem heutigen Leben im Ort
- Landhaus der Tradition und Veilchen-Kultur (La Bastide aux Violettes), seit 2008
- Aquädukt und Mühlen (L´Aqueduc du Moulin), Rue de la Bourgade, über die alte Straße von Vence nach Grasse – das Wasser trieb das große Eisenrad der Ölmühle
- Waschhaus (Le Lavoir), steinernes, überdachtes Gebäude am Place de la Libération, erbaut 1900 in einer Felsenhöhle
- Stadtmauern (Remparts), aus dem 16. Jahrhundert, auf denen die Häuser erbaut wurden, führen um den Ort herum (Chemin de Ronde)
- Grand´Rue, ist die Hauptgasse im Ort, mit folgenden Bauten

- Wohnhaus Grand´Rue Nr. 2, hier wohnte der Komponist Francis Poulenc und komponierte in den 1950er Jahren seine Oper Dialogues des Carmélites
- Altes Hospital (Ancien Hopital), bis 1936 benutzt

- Bildstock (L´Oratoire), unterhalb des Südtors mit den Bildnisses des Hl. Markus und Hl. Michael
- Magdalenen-Kapelle (Chapelle de la Madeleine), Route de la Madeleine, mit Fresken von Joop van Kralingen (1916–2001)
- zwei Bildstöcke mit den Bildnissen von Maria (1788) und St. Anna (1849), Route de la Madeleine
- alter Bahnhof (Ancienne gare des´Chemin de fer de Provence), unterhalb des Ortes

Die Kirche aus dem 15. Jahrhundert birgt neben einem Triptychon von Bréa aus dem gleichen Jahrhundert zwei vergoldete Holzretabel, einige Statuen aus dem 17. Jahrhundert, einige Büsten aus dem 15. und 16. Jahrhundert und Reliquiare aus dem 17. Jahrhundert. Hinter dem Hochaltar befindet sich ein Altar aus dem 1. Jahrhundert, der Mercurius gewidmet war. Gemälde, Gravuren, Töpferarbeiten, Skulpturen und Stickarbeiten wurden in Tourrettes ausgewählt und im Zentrum für Kunst und Kunsthandwerk hergestellt.
Es gibt einen Höhenweg oberhalb von Tourrettes-sur-Loup vom Château du Caire zur Domäne Courmettes (Alm, 850 m) mit Ausblicken über das Meer von Nizza über Cagnes, Antibes bis Cannes.

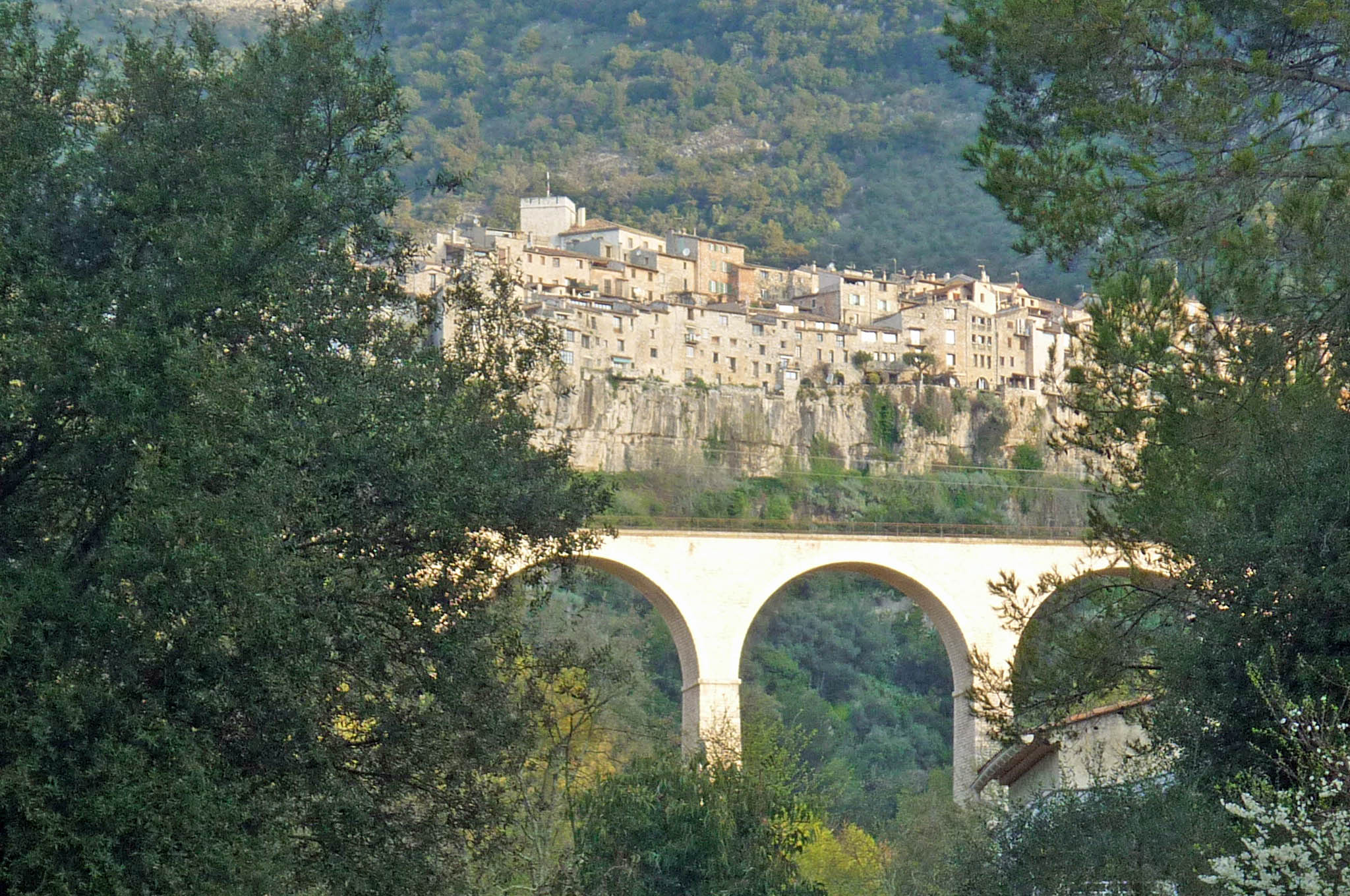
Blick auf Tourrettes-sur-Loup mit Viadukt
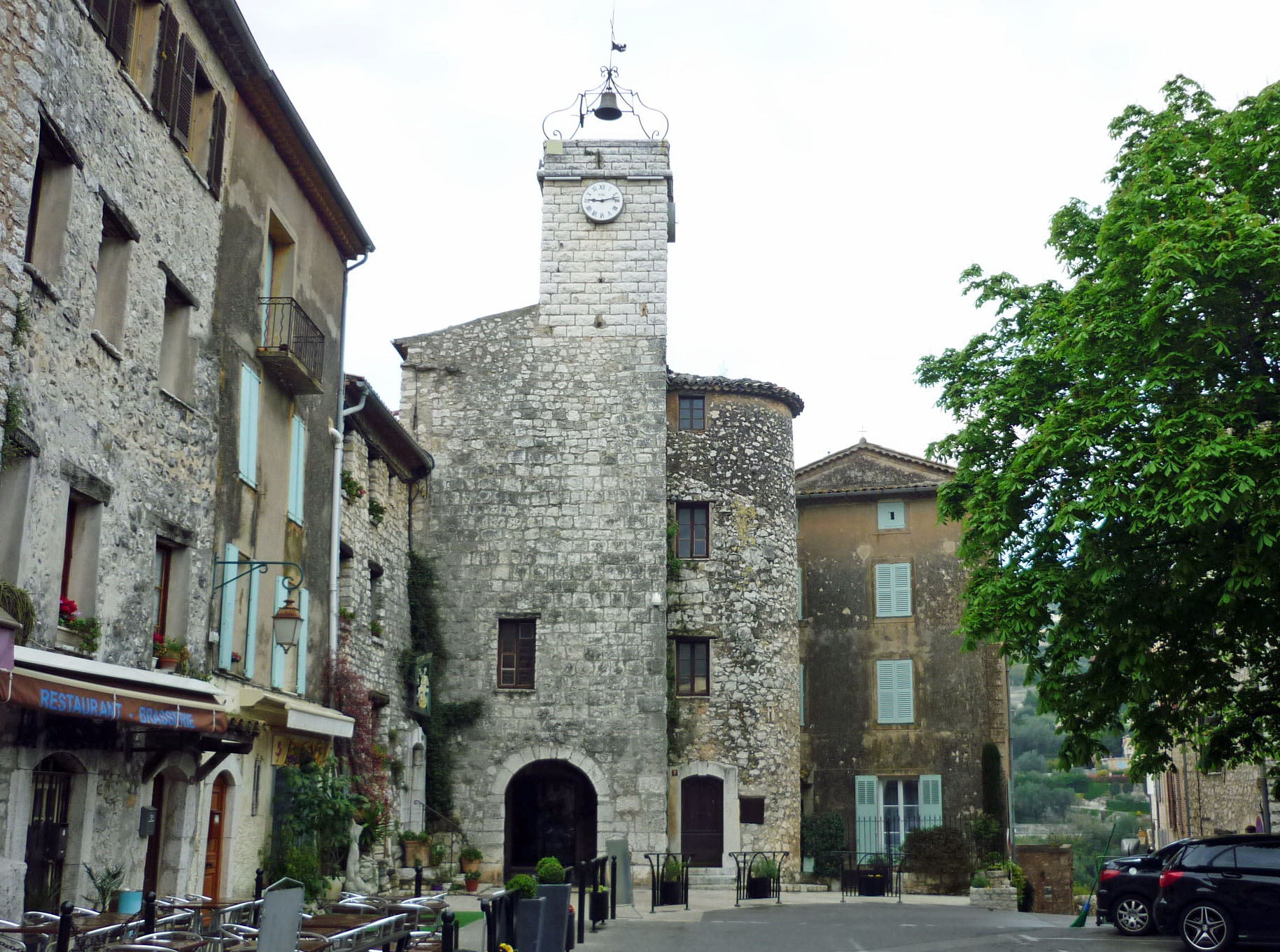
Uhrenturm
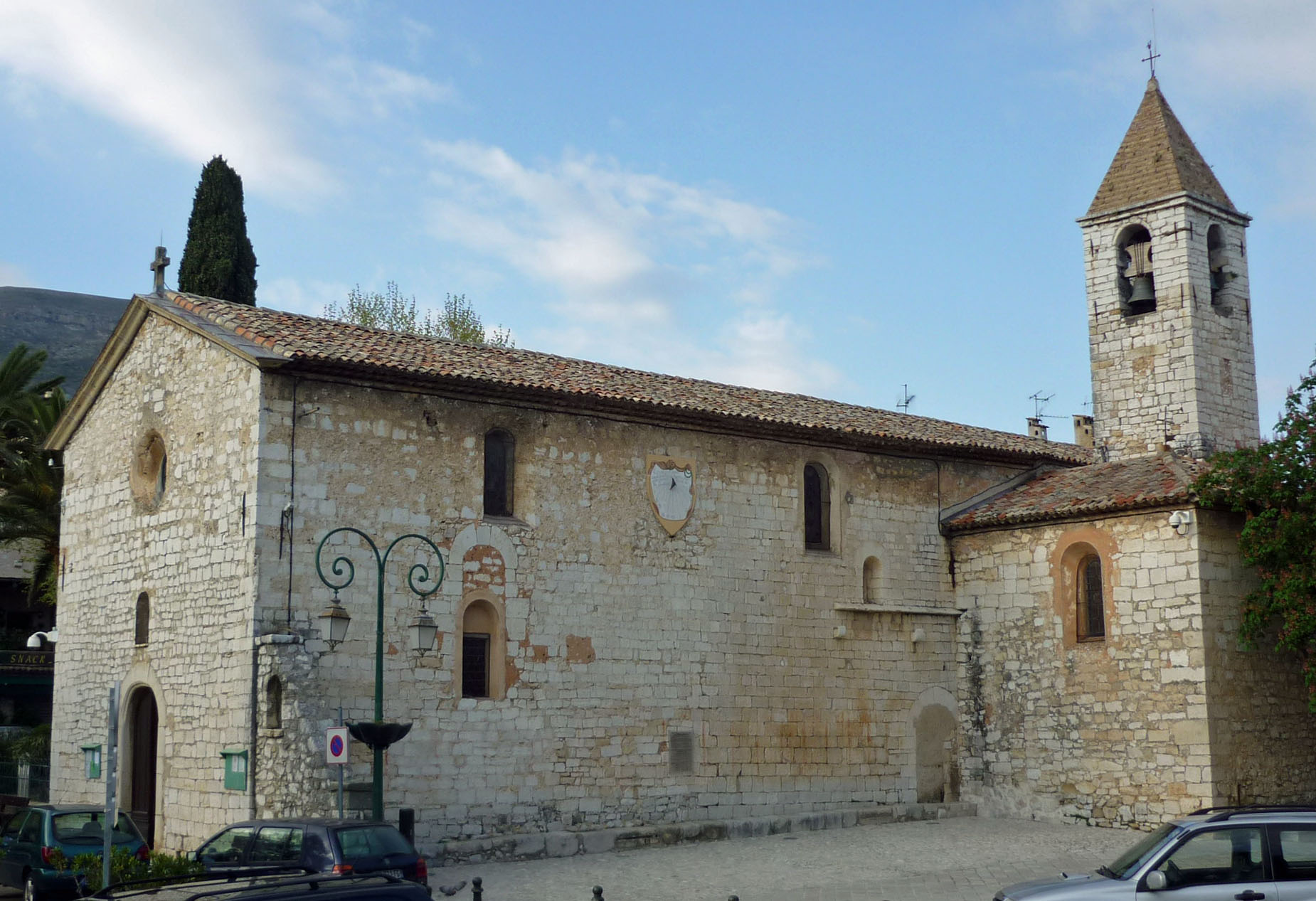
Pfarrkirche Gregor der Große
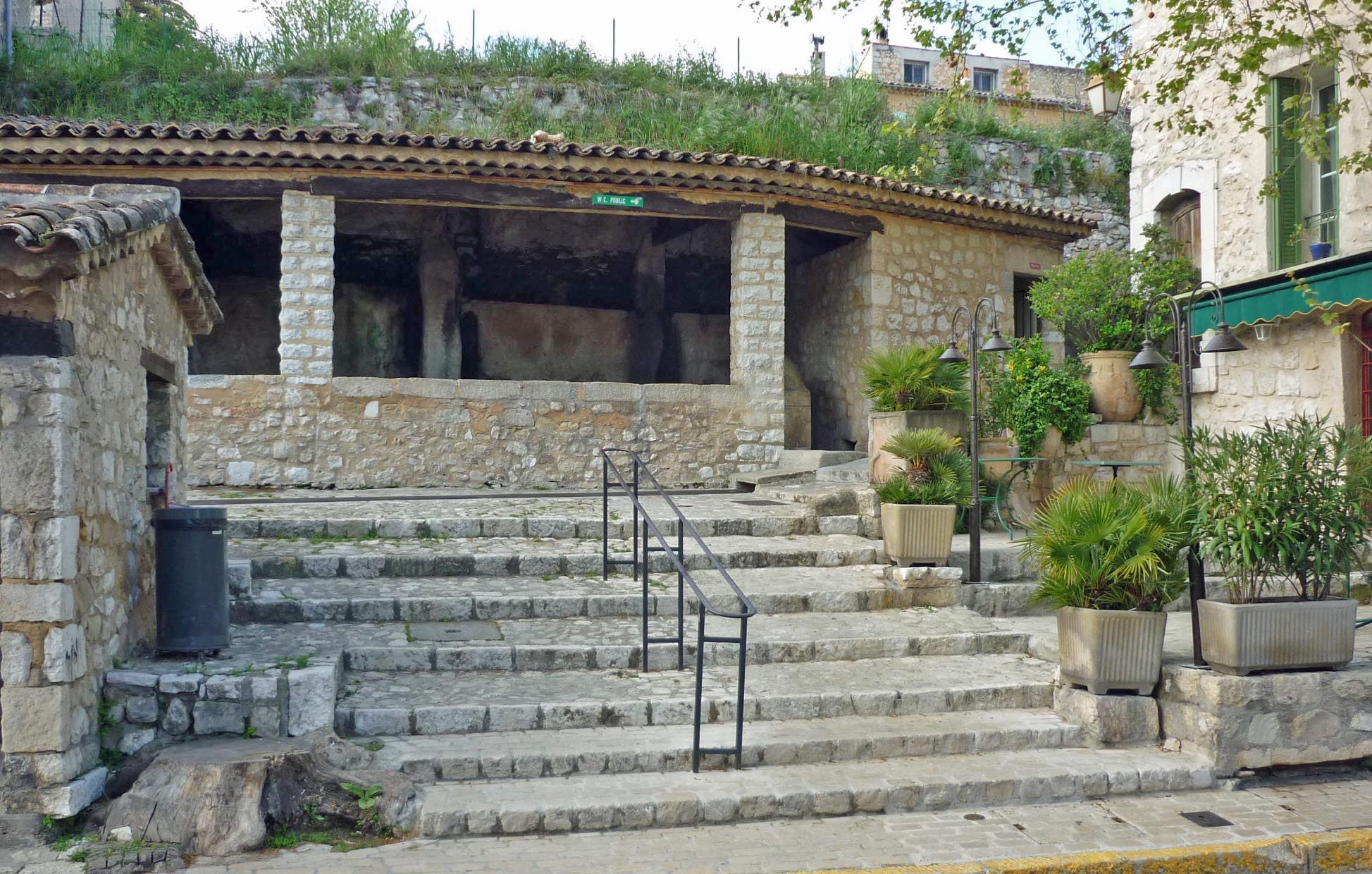
Altes Waschhaus

Maison Gaudet oder auch Maison du Rouréou
Im Jahre 1967 erteilte der Pariser Börsenmann Antoine Gaudet dem finnischen, in Frankreich ansässigen Architekten Antti Lovag, er nennt sich selbst Habitologe, den Auftrag, ein riesiges Kugelhaus am Hang zu errichten. Die Pläne zum Haus wurden 1969 erstellt. Gaudets Interesse erlahmte jedoch, so dass der Bau jahrelang nicht fertig wurde. Durch die Finanzspritze eines reichen Engländers konnte zwischen 1986 und 1989 der Bau fertiggestellt werden. 1998 erklärte das französische Kulturministerium die Maison Gaudet zum Historischen Denkmal. Der Architekt wohnt (Stand 2011) immer noch in einem Modell des Projekts auf dem Grundstück.

## Wirtschaft
In Tourrettes wird ein Wochenmarkt mit vielen lokalen Käse- und Wurstsorten, aber auch Töpferarbeiten abgehalten. Von Tourrettes werden die Parfümhersteller in Grasse und die Hersteller kandierter Veilchen in Toulouse mit Veilchen beliefert, die in Tourrettes gezüchtet werden.
Das Veilchen-Fest („Fete des Violettes“) findet seit 1952 jährlich im März statt.
Die vom Fremdenverkehr beeinflusste Siedlungs- und Wirtschaftsentwicklung von Tourrettes und anderer Orte des Hinterlandes der Côte d’Azur sind Gegenstand einer sozialgeographischen Dissertation.

## Ligne Central-Var

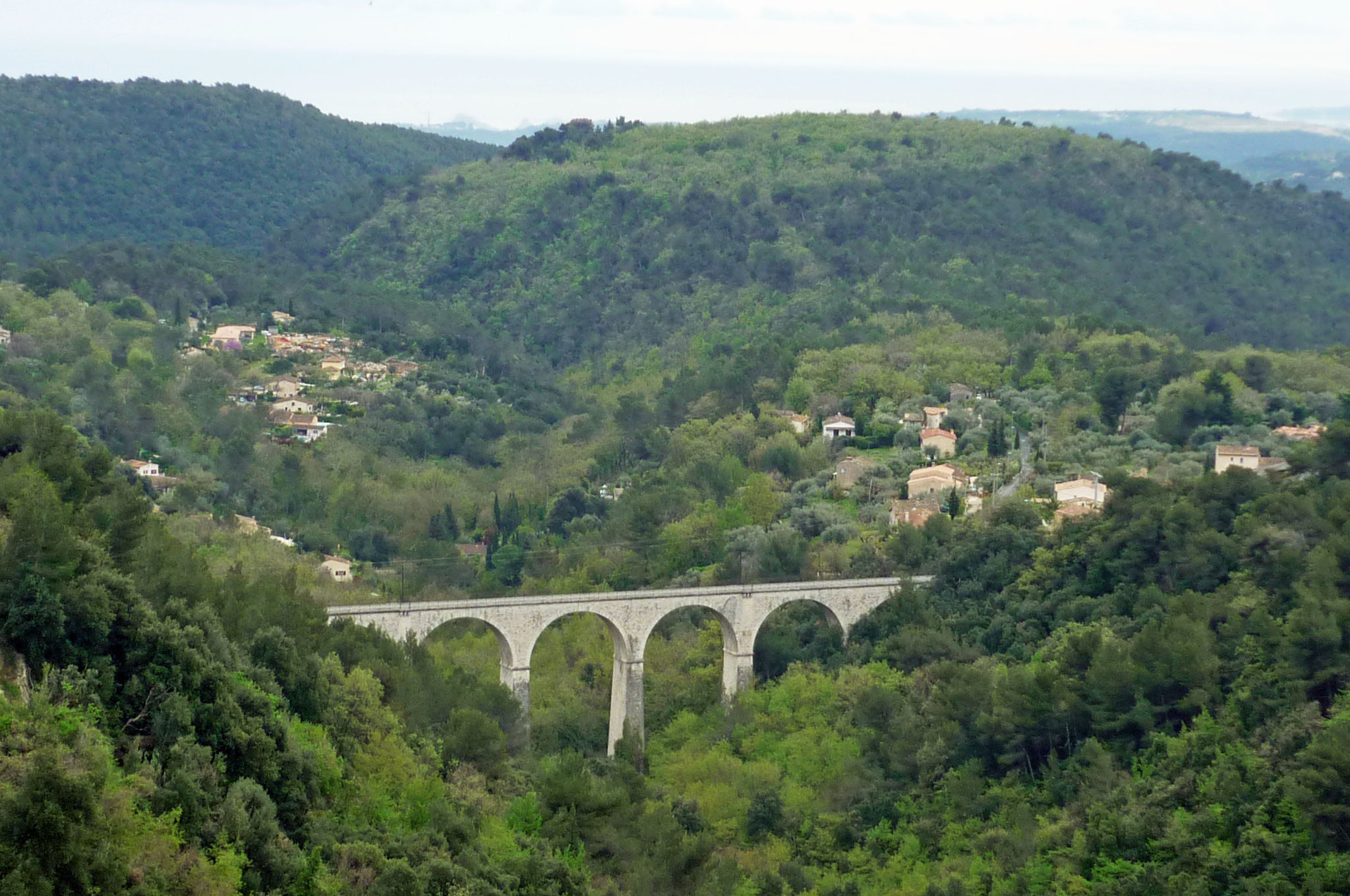
Viadukt der ehemaligen Eisenbahnstrecke unterhalb von Tourrettes-sur-Loup

Eine ehemalige Eisenbahnstrecke (Ancienne Chemins de fer de Provence) führte von Colomars im Var-Tal über Gattières – St-Jeannet – Vence – Tourrettes-sur-Loup – Ponte-du-Loup – Le-Bar-sur-Loup nach Grasse, sie war Teil der Strecke von Nizza nach Meyrargues über Grasse und Draguignan („Ligne Central-Var“).
Die Trasse dieser Eisenbahnstrecke existiert größtenteils noch heute und kann begangen oder befahren werden.
Mehrere Brücken wurden im August 1944 gesprengt:
- der Viadukt über den Loup bei Pont-du-Loup
- der Viadukt über den Vallon des Bouirades bei Tourrettes-sur-Loup
- der Viadukt über den Siagne bei Grasse
- die Brücke Pont de la Manda über den Var bei Colomars

Der Betrieb auf den Teilstrecken dieser Eisenbahnverbindung wurde im Jahr 1950 eingestellt.

## Besonderheiten
Eine gewaltfreie Gemeinschaft wurde von Lanza del Vasto basierend auf dem Modell des Ashrams von Mahatma Gandhi 1950 in Tourrettes-sur-Loup für einige Jahre etabliert.
In dem Roman Artemis Fowl: Die verlorene Kolonie besitzt dieser Ort eine wichtige Bedeutung, ein großer Teil der Handlung spielt sich dort ab.